# George Clifford, 3. Earl of Cumberland

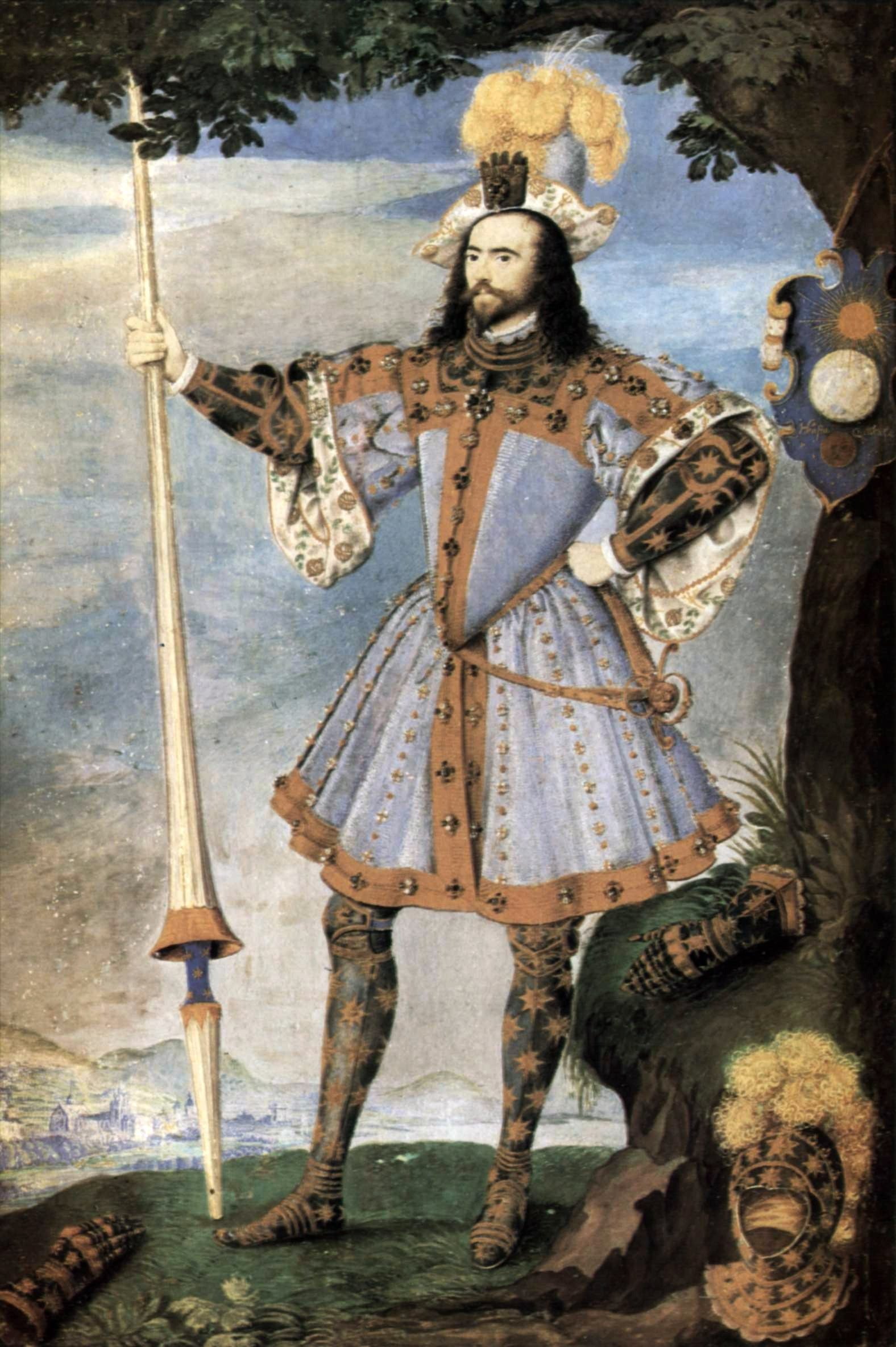
George Clifford, 3. Earl of Cumberland, Porträt von Nicholas Hilliard, ca. 1590. Dieses Porträt erinnert an Cliffords Ernennung zum Meister der Queen

George Cliffords Wappen

George Clifford, 3. Earl of Cumberland KG (* 8. August 1558 in Brougham Castle, Westmorland, England; † 30. Oktober 1605 in The Savoy, Middlesex, England) war ein englischer Marinekommandant und Höfling bei Königin Elisabeth I.

## Leben
Er war der älteste überlebende Sohn des Henry Clifford, 2. Earl of Cumberland (1517–1570), aus dessen zweiter Ehe mit Hon. Anne Dacre († 1581), Tochter des  William Dacre, 7. Baron Greystoke, 3. Baron Dacre. Er war noch minderjährig, als er 1570 seinen Vater als 3. Earl of Cumberland und 13. Baron de Clifford beerbte. Seine Erziehung übernahm fortan Francis Russell, 2. Duke of Bedford, der den jungen Clifford 1577 mit seiner Tochter Lady Margaret Russell verheiratete.
Er studierte am Peterhouse College und am Trinity College der Universität Cambridge und erwarb an Letzterem 1576 den Abschluss eines Master of Arts. Als junger Mann entwickelte sich Clifford zum anerkannten Tjoster und war zeitweise Champion der Königin. 
1582 erhielt er das Amt eines Counsellor of the Navy und kommandierte ein Schiff im anglo-spanischen Krieg von 1585. 1586 nahm er als Peer am Prozess gegen Maria Stuart teil. 1588 wurde er zum Knight Bachelor geschlagen. Zwischen 1589 und 1598 unternahm er insgesamt neun Reisen in die Karibik, wo er spanische und portugiesische Schiffe kaperte sowie 1598 La Fortaleza aus den Azoren und der Festung Festung San Felipe del Morro auf Puerto Rico vorübergehend einnahm. 1592 wurde er als Knight Companion in den Hosenbandorden aufgenommen, 1597 erhielt er das Amt des Constable und Steward von Knaresborough und 1598 zum Admiral ernannt. 1599 wurde er Colonel und schließlich 1601 Lieutenant-General im englischen Heer. 1603 wurde er ins englische Privy Council aufgenommen und wurde Warden of the West and Middle Marches, Gouverneur von Carlisle Castle und Harbottle Castle sowie Custos Rotulorum von Cumberland. 
Als Freibeuter verdiente er relativ viel Geld, aber offenbar verlor er beim Tjost und Pferderennen soviel, dass er schließlich Teile seiner Ländereien verkaufen musste. Da seine beiden Söhne Francis Clifford, Lord Clifford (1585–1589) und Robert Clifford, Lord Clifford († 1591) noch im Kindesalter starben, hinterließ er bei seinem Tod, 1605, nur eine Tochter Lady Anne Clifford (1590–1676), die 1609 in erster Ehe Richard Sackville, 3. Earl of Dorset (1589–1624) und 1630 in zweiter Ehe Philip Herbert, 4. Earl of Pembroke (1584–1649) heiratete. Seine Adelstitel und Ländereien fielen 1605 an seinen Bruder Francis Clifford als 4. Earl of Cumberland. Erst einige Jahre später urteilte das House of Lords, dass sein nachgeordneter Titel Baron de Clifford auch in weiblicher Linie übertragbar und 1605 de iure an seine Tochter Anne, als 14. Baroness, gefallen war. Ihr fielen schließlich 1643 auch die Ländereien ihres Vaters zu.